# 麥覽拜
麥覽拜（印尼語：Makrampai）是印度尼西亞西加里曼丹省三發縣直木港鎮所轄的村之一，位於該鎮北部，東接Sejiram村，南鄰Tebas Sungai村，西接Tebas Kuala村，西北隔三發河與打加冷鎮Rambayan村相望，北鄰麻骨村。建設中的跨越三發河之三發河大橋南段處於此村。

## 外部連結
- （印尼文）https://tebas.sambas.go.id/desa/desa-makrampai